# Näsbyholms län
Näsbyholms län (danska: Næsbyholm Len) var ett danskt län i Skåne knutet till Näsbyholms slott.
Länet bildades 1536 av Ljunits härad, Vemmenhögs härad och Herrestads härad. 1540 uppgick länet i Malmöhus slottslän. 

## Länsmän
- 1536–1540 Jep Tordsen Falk